# Rue de la Lancette
La rue de la Lancette est une voie située dans le 12e arrondissement de Paris, en France.

## Situation et accès
La rue de la Lancette est une courte voie d'environ trois cents mètres, orientée est-ouest, débutant rue Taine et se terminant rue Nicolaï. Elle est parallèle, au nord, à la rue de Charenton.

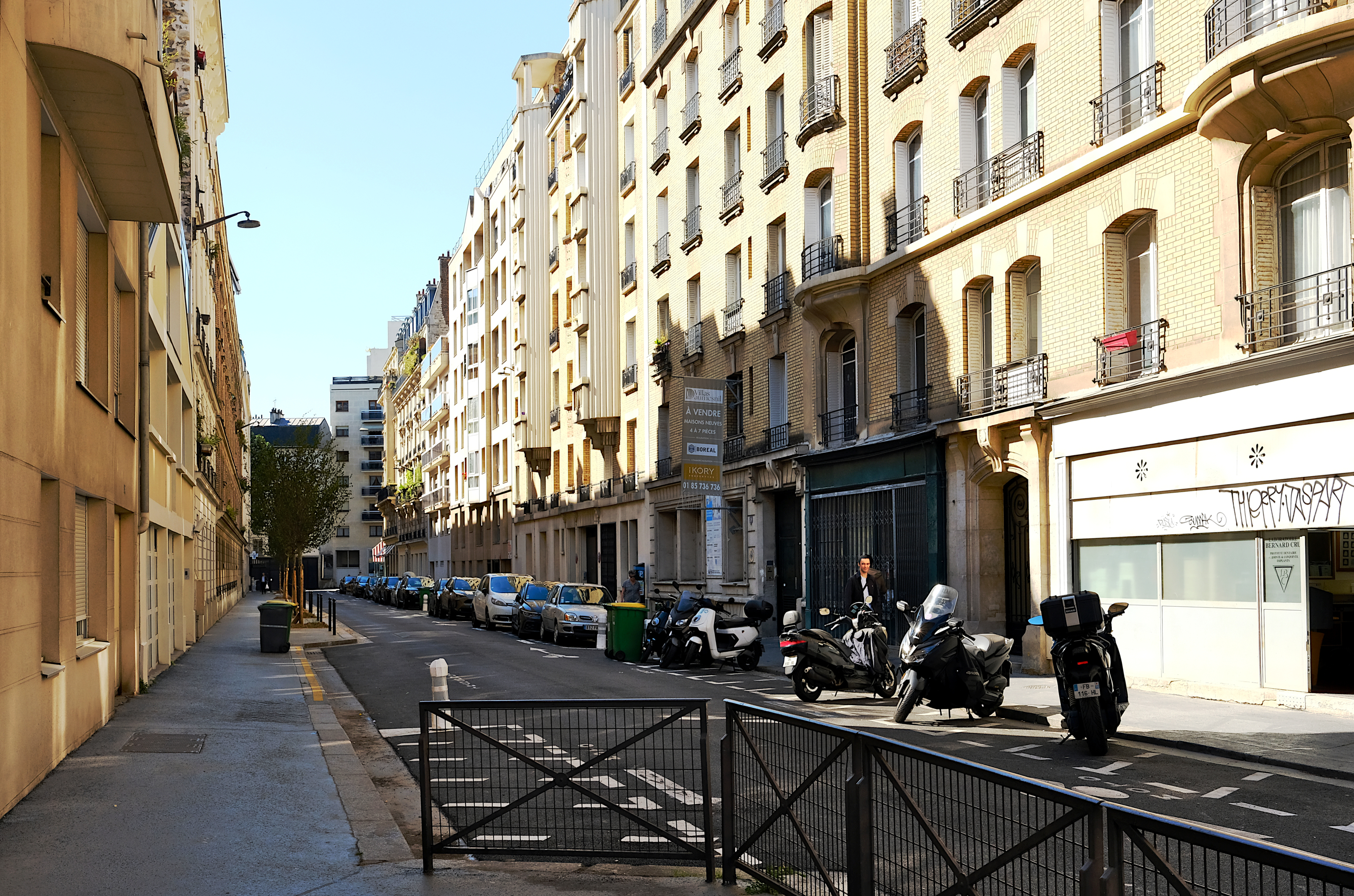
Vers la rue Taine (2025).
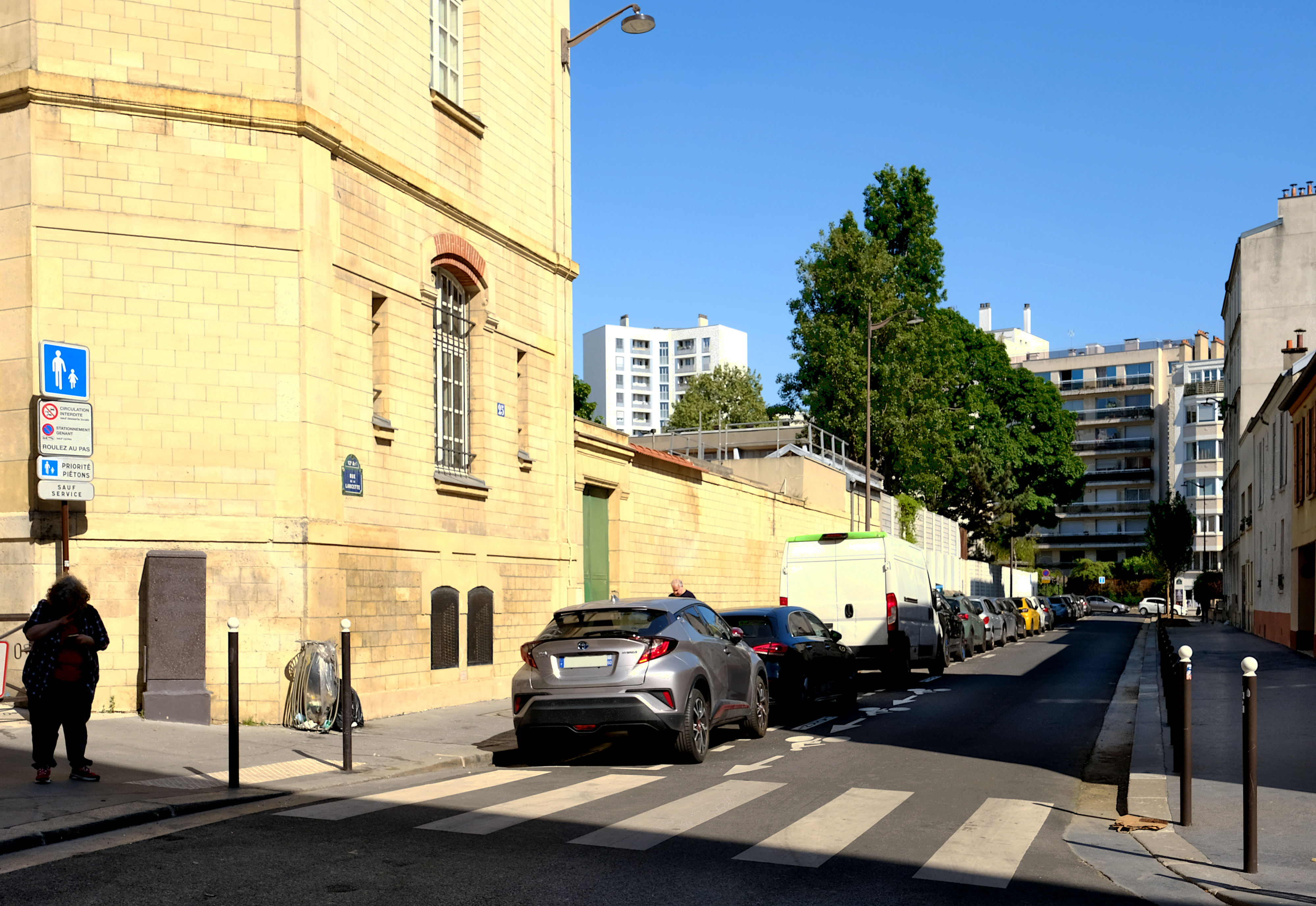
Vers la rue Nicolaï (2025).

Cette voie est accessible à proximité par la ligne de métro 6 à la station Dugommier.

## Origine du nom
L'origine de son nom est incertaine. Selon la légende, il s'agirait d'un endroit où des rixes auraient eu lieu, suivant une tradition locale, entre catholiques et protestants armés d'épées et de lancettes (petites lances).

## Historique
Cette ancienne voie de la commune de Bercy figure sur le plan de Roussel de 1730 ainsi que sur un plan cadastral de cette commune datant de 1859. Selon l’historien Gustave Pessard, la rue s’est appelée « rue de la Vallée de Fécamp » car elle traversait le lieu-dit la vallée de Fécamp. 

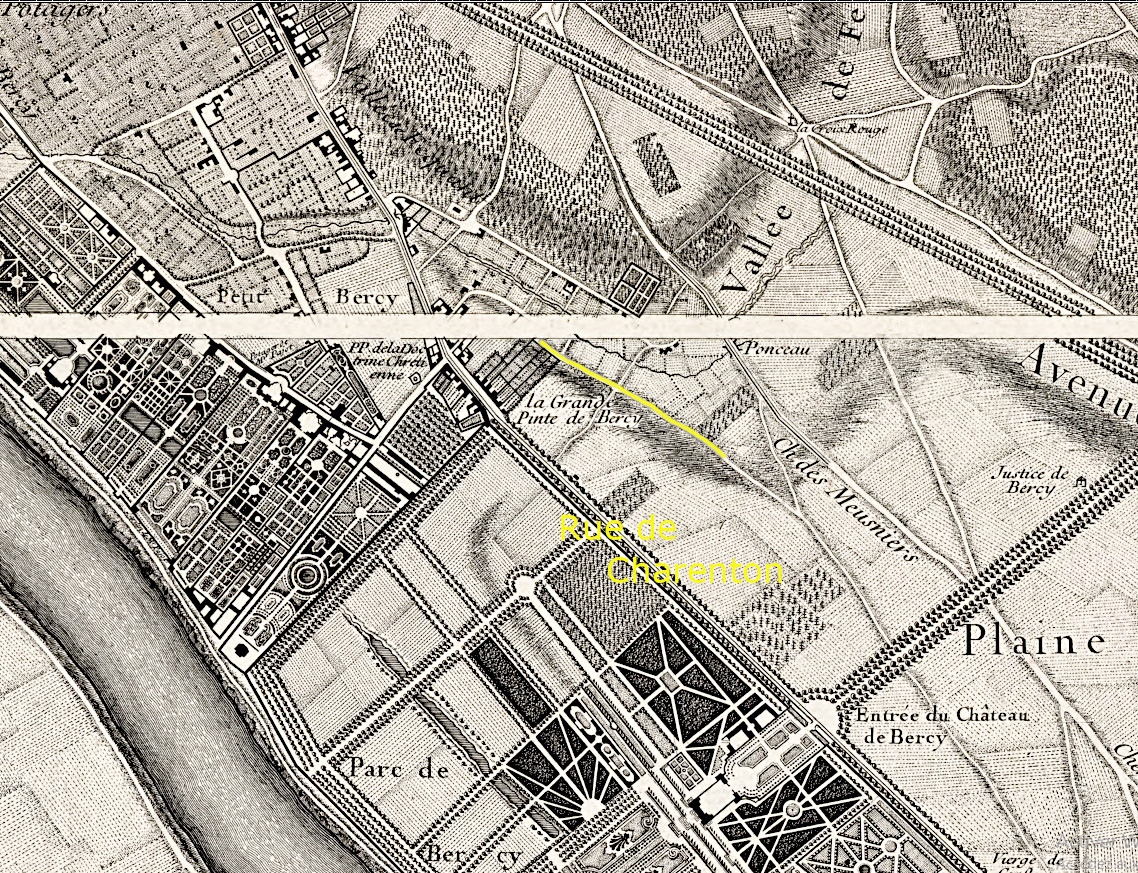
La rue de la Lancette (en jaune) au dessus de la rue de Charenton (plan de Roussel, 1730).
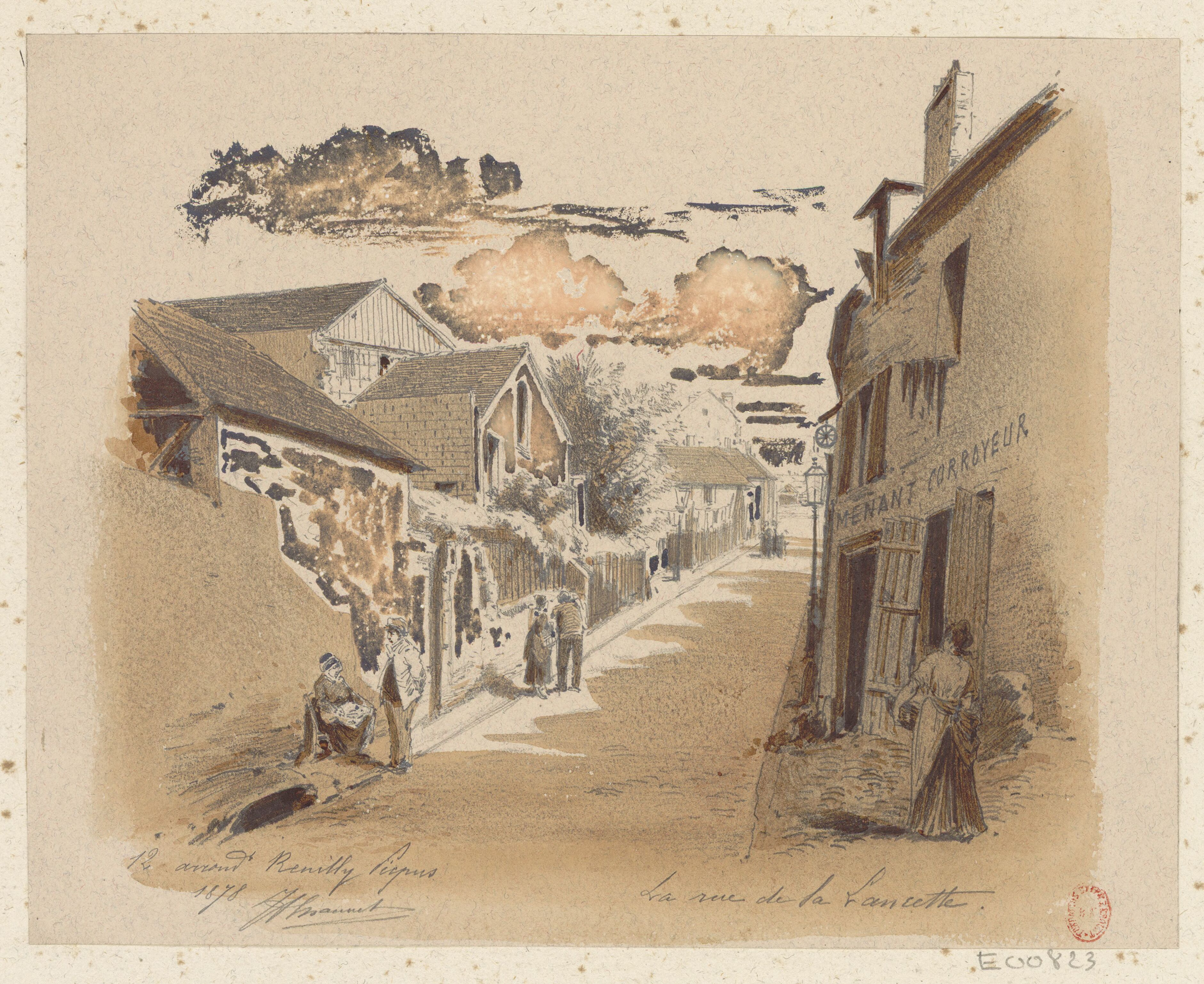
Vue de la rue en 1878 (dessin de Jules-Adolphe Chauvet).

Elle est classée dans la voirie parisienne par décret du 23 mai 1863.

## Bâtiments remarquables et lieux de mémoire
- En 1902, l'église protestante du Marais fonde le temple de Bercy, une annexe dans le 12e arrondissement de Paris. Il est d'abord situé 5 rue Taine, avant de s'établir à proximité, au 13 rue de la Lancette. La paroisse devient autonome en 1953[4]. Le temple protestant de Bercy est aujourd'hui détruit.

- No 25 :  école élémentaire publique de la Brèche aux loups.

- No 29 :  Centre sportif Denise et Robert Gamzon, gymnase et TEP.